# Laurent Bon
Pour les articles homonymes, voir Bon.
Laurent Bon, né le 13 mai 1968, est un journaliste et un producteur français.

## Biographie

### Débuts
Laurent Bon débute à l'âge de 19 ans comme reporter à Radio France Vaucluse et à la chaîne de télévision locale d'Avignon. 
Pendant les années 1990, il est pigiste et collabore à divers médias (Actuel, Globe, Glamour, Elle ou RFI), mais également à la société de production CBTV (Culture Pub, M6), à Rapp-Tout, l'émission de Bernard Rapp sur France 3 et aux émissions de France Inter, Zappinge de Gilbert Denoyan (1991-1993) ou Passées les bornes, y'a plus de limites de Gérard Lefort (il y animait la chronique du Garçon en chandail entre 1993 et 1996). 
Il a également été rédacteur en chef adjoint de 20 Ans de 1993 à 1996, avec autour de lui Michel Houellebecq, Simon Liberati, Emmanuelle Alt, Diastème et Alain Soral.
Il devient directeur de la rédaction du magazine Max de 1996 à 2000.

### Télévision
Laurent Bon rejoint Canal+ en 2001 en tant que producteur éditorial de + Clair (Daphné Roulier, Canal+) où il rencontre Yann Barthès dont il devient très proche. 
En 2003, il quitte Canal+ pour rejoindre Marc-Olivier Fogiel à France 3 dont il devient le rédacteur en chef pour l'émission On ne peut pas plaire à tout le monde au sein de PAF Productions. Dans ce cadre, il est condamné à une amende de 2 000 euros pour injure raciste en 2005, ayant participé à la mise à l'antenne d'un SMS factice visant l'humoriste Dieudonné. 
De retour à Canal+ un an plus tard, il participe au lancement du Grand Journal (Michel Denisot) en 2004, quotidienne dont il est le producteur (pour KM Production de Renaud Le Van Kim) jusqu'en juin 2011. 
En juillet 2011, il crée avec Yann Barthès la société Bangumi, qui produit Le Petit Journal (jusqu'en 2016), Le Supplément, Le Supplément politique, Stupéfiant ! pour France 2 et Quotidien (depuis 2016).